# Юст Ліпсій

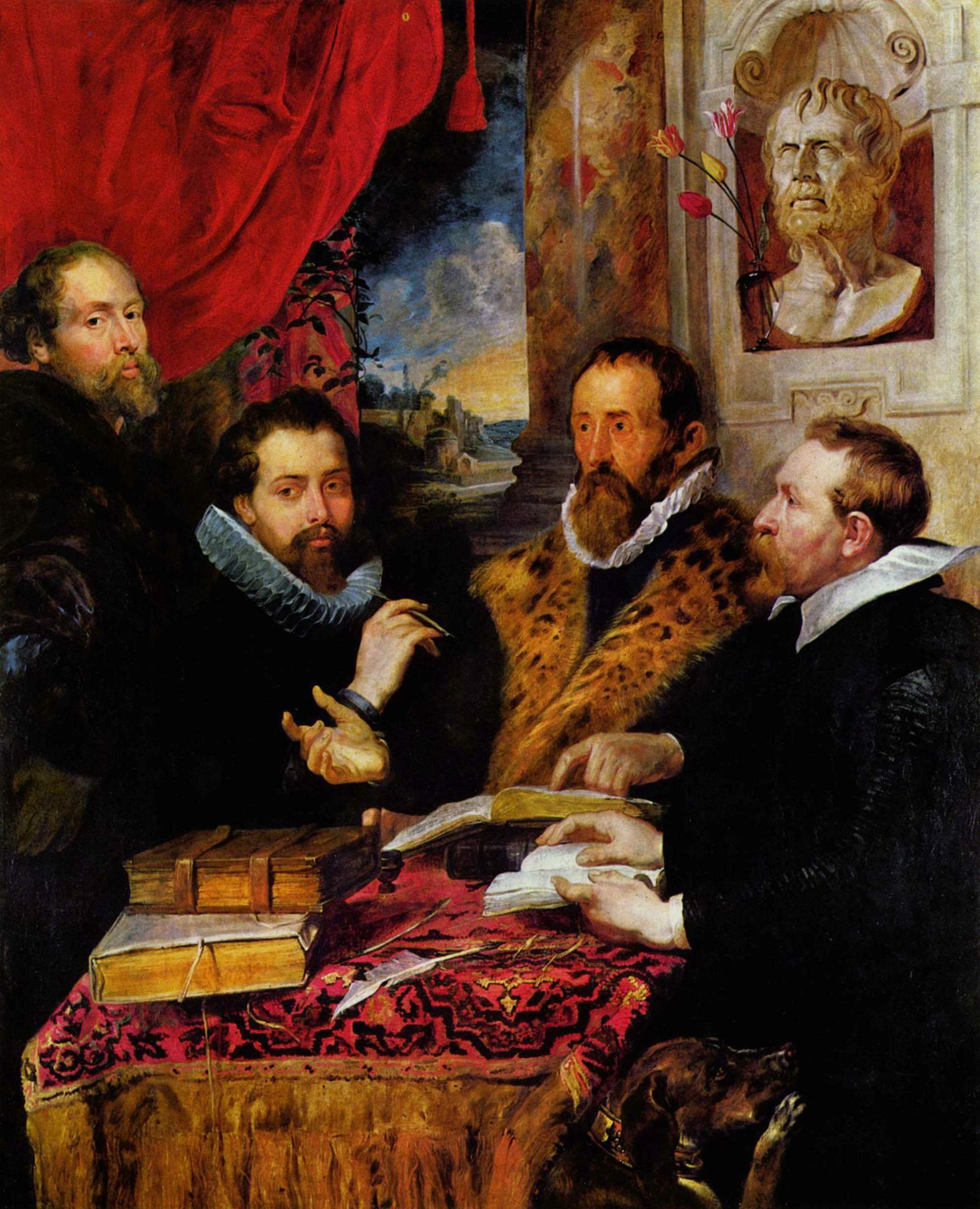
Юст Ліпсій на картині Рубенса

Юст Лі́псій (лат. Justus Lipsius, нід. Joost Lips; 18 жовтня 1547 — пом.24 березня 1606 Левен) — південно-нідерландський гуманіст і знавець класичної латини, відомий своїми теоріями щодо політики і моральності. До наших днів дійшла його величезна кореспонденція латиною.

## Біографія
Народився в селищі Оверейсе на околицях Брюсселя. Навчався в єзуїтському колегіумі і в Левенському католицькому університеті. Викладав історію і право в Єні, Лейдені та Левені. Прославився на всю Європу авторитетними виданнями латинської прози, особливо Тацита (1574) і Сенеки (1605). Його видання класиків були еталоном для багатьох поколінь філологів.

## Творчість
Як письменник Ліпсій наслідував лапідарний стиль Тацита, не схвалюючи вивертів цицеронівської риторики. У 1589 році опублікував політичний трактат, у якому відстоював необхідність раціоналізації державного апарату. У філософських поглядах був близький до стоїків, особливо шанував Сенеку.

## Визнання
- Ім'я Юста Ліпсія носить будинок (Justus Lipsius building[en]), у якому засідає Рада Європейського союзу.